# コザ高校空手部主将自殺事件
コザ高校空手部主将自殺事件（コザこうこうからてぶしゅしょうじさつじけん）は、日本の高等学校の部活動で起きた事件。

## 概要

### 事件の経緯
2021年1月29日に沖縄県立コザ高等学校運動部の主将であった生徒が自殺した。自宅の部屋には遺書と見られるメモが残されていた。沖縄県教育委員会は弁護士らでつくる第三者チームを設置して調査をすることにした。校長と顧問は2月に遺族宅を訪れて部活の指導が間違っていたと謝罪した。
2021年3月19日に沖縄県はこの自殺事件での第三者チームの調査報告書を明らかにして、そこでは自殺には部活動以外の要因は見わたらないと結論付けられていた。顧問が日常的に向けていた厳しい言葉、生徒と夜中まで続けていたLINE、丸刈りにしなければならない心理的追い込みなどが自殺に追い込んでいたとされた。自殺した生徒の携帯電話の履歴に残るLINEの言葉には荒いと感じると指摘されていたものが多く残されていたものの、顧問の履歴ではそれらは削除されていたため、顧問自身もこれを不適切と見ていたために削除した可能性があるとされた。学園祭の際には自殺した生徒は部活動費を得るために古紙回収をさせられてクラスの出店に参加できないようになっていた。
2024年3月22日にこの自殺事件での第三者調査委員会の調査報告書が公表される。これによると生徒が自殺したのは、顧問からの理不尽かつ強烈な叱責が直接の原因であると結論付けられていた。この報告書によると、2021年1月28日に自殺することとなる生徒は空手部の稽古を早めに切り上げ校外の道場に向かおうとしていた。その時に顧問は6時まで練習をしないのかと叱り、それに生徒が謝罪してから「キモい」や「ウザい」などの暴言を重ねていた。この翌1月29日に生徒は自殺していた。この空手部の顧問であった教諭は懲戒免職処分となり、退職金は支給されないこととなっていた。

### 裁判
2023年2月9日に自殺した生徒の遺族は沖縄県を相手に損害賠償を求める裁判を那覇地方裁判所に起こす。遺族の代理人弁護士は、顧問からの理不尽な暴言や、他の部員の前で人格否定とも取れる侮辱的な暴言を浴びせられて、追い詰められて限界状態にまでなっていたと述べる。遺族は学校側には、以前から顧問による問題行動が指摘されていて把握していたものの、それを放置し続けていた管理体制に問題があったということなどを主張する。2024年8月7日にはこの裁判の第1回口頭弁論が開かれる。そこで遺族は、顧問はやり場の無い怒りを全て息子にぶつけて息子の将来を奪った事実を罪として認めて責任を取るということを求める。対して沖縄県は訴えの棄却を求めて、今後は弁護士を選任して具体的な主張をするとした。
2025年2月5日に沖縄県が和解金を支払い和解する方針であるということが明らかとなる。沖縄県教育委員会によると2024年12月27日に那覇地方裁判所から和解をすることを勧告され、これを受けて沖縄県は2月に沖縄県議会に関連議案を提出して承認されれば和解をすることにしていた。2025年3月21日にこの裁判の和解が成立する。遺族からの主張に対して沖縄県は争わずに和解金を支払うということにしていた。これに遺族は、沖縄県が過失を認めたことには大きな意味がある。教師のパワハラは許せないということを前提として和解できたことで前に進めるとしえいた。

### 事件から
2025年1月30日の自殺事件が起きてから4年となる日に、コザ高校では初めての追悼集会が開かれる。ここで校長は二度とこのような悲しいことがおきないように願い黙祷が行われた。この集会はこの事件を風化させないために必要という生徒の意見から行われた。コザ高校では生徒の命日を命の尊さを考える日にして、今後は毎年追悼集会を開くことにした。この追悼集会の前に教職員を対象にしたもう一つの追悼集会が行われ、これには自殺した生徒の母親も参加して息子について語り、この場で初めて語ったという言葉もあった。